# Roßberg (Roßdorf)
Der Roßberg ist eine Basaltkuppe in der Gemarkung Roßdorf im südhessischen Landkreis Darmstadt-Dieburg.

## Geographische Lage
Der Roßberg ist eine Erhebung am Südostrand von Roßdorf und gehört zum Reinheimer Hügelland.
Das Zentrum und den Norden des Roßbergs nimmt ein Basaltsteinbruch ein. Der Westhang ist als Weinberg mit Rebzeilen bestockt und gehört als Einzellage Roßdorfer Roßberg zum Weinanbaugebiet Hessische Bergstraße im Bereich Umstadt. Teilflächen am Südosthang gehören zum Natura-2000-Gebiet „Wald und Magerrasen bei Roßdorf“ (FFH-Gebiet 6118-305).

## Geologie
Die Kuppe des Roßbergs erreichte vor dem Basaltabbau eine Höhe von 299,7 Meter, der Basalt des Roßberges liegt in einer Region, in der jungvulkanische Gesteine selten sind. Bei dem Basaltvorkommen handelt es sich um den Schlotbereich eines ehemaligen Vulkans, dessen oberirdisches Vulkangebäude abgetragen worden ist, so dass der früher tief im Nebengestein verborgene Schlot freigelegt worden ist. In den Vulkanit sind Nebengesteinsschollen (sogenannte Xenolithe) eingeschlossen, bei denen teilweise der ehemals zu erschließende Sandstein zu einem Glas aufgeschmolzen wurde, die Gläser werden Tachylit (früher: Tachylyt) genannt. Daneben wurden Einschlüsse von pyroklastischem Tuff, vermutlich herabgefallen aus dem heute verschwundenen ehemaligen Vulkangebäude selbst und von Kalksteinen gefunden, möglicherweise von Kalken des Zechsteins, die heute in der Region nicht mehr anstehen, aber zur Zeit des Vulkanismus noch vorhanden waren. Das Gestein am Roßberg wurde früher Nephelinbasalt genannt, in moderner Nomenklatur handelt es sich um einen Melilith-Nephelinit, also ein sehr kieselsäurearmes, basisches Vulkangestein, in dem die Feldspate teilweise durch sogenannte Feldspatvertreter (Foide) ersetzt worden sind. In der Feldansprache wird es weiterhin Basalt genannt, weil es makroskopisch, ohne chemische Analyse, nicht von ähnlichen Vulkaniten unterscheidbar ist.
Der Aufstieg der basaltischen Lava erfolgte nach neueren Altersbestimmungen vor 42,5 bis 57,7 Millionen Jahren, nach der Kalium-Argon-Datierung wurde ein Alter zwischen 42 und 43 Millionen Jahren ermittelt. Diese Datierung wurde mit einer unabhängigen Methodik, anhand von Rissen in den vulkanischen Gläsern, bestätigt. Der Vulkanismus ist damit ins Eozän zu datieren und damit etwa gleich alt zu anderen Vorkommen im Umfeld des Oberrheingrabens, aber weitaus älter als derjenige der nördlicher anstehenden Vulkanite etwa des Vogelsbergs. Der Vulkanismus am nördlichen Oberrheingraben umfasst verstreute und vereinzelte Ausprägungen des Vulkanismus, die mit der Verdünnung der kontinentalen Kruste und der Entstehung von Bruchsystemen im Zusammenhang mit der Entstehung der Alpen, besonders der mehrere Kilometer tiefen Einsenkung des Oberrheingrabens in Zusammenhang stehen (sogenannte Saxonische Bruchschollentektonik). Der Vulkanismus steht aber nicht in Zusammenhang mit den Randverwerfungen des Oberrheingrabens selbst, sondern trat einige Kilometer entfernt in den spröden Randschollen auf. Der Vulkanismus ist viel jünger als derjenige des Katzenbuckel im Odenwald, der noch in die Kreide gestellt wird. Der Basaltkegel ist umgeben von Tonschiefer und Sandstein der Röt-Formation des oberen Buntsandsteins, Schichten des Unteren Buntsandstein (rote Schiefertone sowie weiße und rote Sandsteine), darüber Arkosesandsteine und Konglomerate des Mittleren Rotliegenden (Perm). Im Süden steht teilweise Mittlerer Buntsandstein an. Neben Basalt werden in dem Steinbruch auch diverse Mineralien gefunden, z. B. Gonnardit, Haüyn und weiße Zeolithe.
Durch den Tagebau wurde die ursprünglich symmetrische Gestalt des Basaltkegels stark verändert. Der Basalt bildete einen rundlichen, stockförmigen Körper mit einem größten Durchmesser von rund 600 m, der bis 120 m Tiefe aufgeschlossen ist. Der sehr große, weitgehend homogene Basaltkörpers war die Voraussetzung, dass der Steinbruch nach Abtragung des Kuppenbereiches immer weiter nach der Tiefe vorgetrieben werden konnte und auf diese Weise eine hohe Lebensdauer erreicht hat. Der Steinbruch hat eine Größe von ca. 400 × 500 m, er besitzt eine Arbeitsebene im Abraum sowie vier Arbeitsebenen in der Nutzschicht. Die bis zu 27 m hohen Abbauwände sind von markanten annähernd senkrechten Säulenformationen mit einem Durchmesser zwischen 30 und 50 cm. Das Wasser in den Rückhaltebecken ist durch Grünalgen türkisgrün gefärbt.

## Geschichte
Im Jahr 1776 begann an mehreren Stellen der Abbau von Basalt. Um 1860 gab es mehrere „Steinlöcher“ und später kleine Steinbrüche, darunter auch einer der Firma Nicolay, in denen Pflaster- und Chausseesteine hergestellt wurden. Nicolay gilt im Allgemeinen als Begründer des Steineabbaus am Roßberg. Um 1870 begann die Firma Dr. Alefeld aus Ober-Ramstadt im größeren Rahmen mit dem Steineabbau. Mangels Bahnverbindungen und schlechten Zufahrtswegen war der Betrieb unbedeutend. Das änderte sich mit der Eröffnung der Strecke vom Darmstädter Ludwigsbahnhof bis Ober-Ramstadt der Odenwaldbahn (Hessen) am 28. Dezember 1870, daran wurde ab Mitte der 1880er Jahre der Südbruch des Roßbergs mit einer vier Kilometer langen Schmalspurbahn angebunden. Die Ober-Ramstädter Firma Breitwieser & Co hatte zwischenzeitlich die Firma Dr. Alefeld übernommen und richtete 1886 eine maschinelle Schotter-Anlage am Bahnhof in Ober-Ramstadt ein, die bis ins Jahr 1900 betrieben wurde und auch Bord- und Pflastersteine produzierte.
Im Jahre 1897 war die Bahnlinie von Darmstadt über Roßdorf nach Groß-Zimmern abgeschlossen, die Industriebahn nach Ober-Ramstadt wurde zugunsten einer 500 Meter langen Schmalspurbahn von der Nordseite des Roßbergs zum Verladepunkt der neuen Bahnlinie abgebaut. Damit war auch die Verlegung der Schotter-Anlage von Ober-Ramstadt nach Roßdorf verbunden. Auf einem ausgedehnten Areal des heutigen Wohngebiets Vösendorfring wurde eine Betonsteinfabrik aufgebaut, in der mit hydraulischen Pressen mit Basaltkörnung Trottoirplatten und bunte Basaltfliesen hergestellt wurden. Zum 26. Mai 1898 wurde die Odenwälder Hartstein-Industrie AG (OHI) nach einer Fusion der Firmen Breitwieser & Co mit der Firma Leferenz, Heidelberg gegründet, der Firmensitz wurde 1904 nach Darmstadt verlegt. Die OHI betrieb weitere Steinbrüche in Nieder-Ramstadt, im Westerwald und in Kirn an der Nahe.
Die bisherigen Steinbrüche auf der Ost- und Südseite wurden bis 1903 eingestellt, in diesem Jahr wurde ein zweites Schotterwerk direkt an der Bahnverladestelle Roßdorf in Betrieb genommen. Zu dieser Zeit waren rund 250 Arbeiter in Roßdorf beschäftigt. Die beiden Schotter-Anlagen und notwendigen Stromgeneratoren wurden mittels drei Dampfmaschinen, die eine Leistung von 200 PS erzeugten, betrieben. Auf den Gleisen vom Steinbruch zum Betonwerk verkehrten vier Lokomotiven und mehrere hundert Kipploren. Im Jahre 1907 wurde eine Drahtseilbahn vom sogenannten Herrschaftsbruch zum Schotterwerk am Bahnanschlussgleis gebaut.
Der Zweite Weltkrieg brachte den Steineabbau am Roßberg wegen Arbeitermangels und nach völliger Zerstörung der Darmstädter Verwaltungszentrale zu erliegen, erst nach 1950 war der Betrieb ausreichend gut besetzt. Im Rahmen der Anwerbepolitik der Bundesrepublik Deutschland kamen am 4. April 1956 83 Italiener in Roßdorf an. Sie wurden von der OHI eingestellt und im Steinbruch beschäftigt. Für sie wurde eine große Baracke im Steinbruch als Unterkunft errichtet. 1958 wurde das Werk durch den Bau einer Groß-Brecheranlage an der Roßberg-Nordseite voll mechanisiert und der Handbetrieb auf gleislose Förderung umgestellt. In diesen Jahren standen bis zu 400 Personen (zumeist aus Roßdorf und der näheren Umgebung) in Lohn und Brot. 1962 konnte eine moderne Schotter- und Edelsplittanlage, eine Dosieranlage für Mineralbeton und eine Mischanlage der Deutag GmbH & Co. KG installiert werden. Die Tagesleistung lag bei 2.500 Tonnen. Im Jahre 1965 wurde die alte Schotteranlage und die Seilbahn stillgelegt, in den Folgejahren wurde das Betonwerk nördlich der Erbacher Straße stillgelegt, ab 1978 existierte nur noch der vollmechanisierte Betrieb Steinbruch und Brecheranlage. Seither wird aus dem Hartgestein nur noch Baustoff hergestellt.
Das Lösen des Basaltes aus dem Gesteinsverband erfolgt im Allgemeinen durch Ein- oder Zweireihen-Großbohrlochsprengungen. Das gesprengte Material wird von einem DEMAG – Hydraulikbagger H 65 mit 4,6 m³ Löffelinhalt und zwei Euclid-Muldenkippern R 35 aufgenommen und zum Vorbrecher am nördlichen Ausgang des Steinbruchs Roßdorf transportiert. Im Backenbrecher vom Typ Weserhütte GGH mit einer Maulweite von 12 m × 9 m erfolgt die Zerkleinerung des Aufgabegutes auf maximale Brockenstücke bis vier Meter. Der Brecheraustrag wird in einem Rohsteinsilo mit 600 t Fassungsvermögen zwischengelagert. Über ein Förderband gelangt das Gestein zum ersten Kreiselbrecher Svedala 51 EC, das hierbei gewonnene Material mit einer Körnungen von 0/56 wird anschließend über eine Bandschere geteilt. Ein Drittel des Korngemisches ist zur Herstellung von Edelsplitten vorgesehen, zwei Drittel des Materialstromes läuft über eine Doppel-Deck-Siebmaschine und wird auf 32 mm, 45 mm und 56 mm abgesiebt zur Lagerung in Silos mit je 60 t Stapelkapazität. Die Einzelkörnungen können über eine Dosiereinrichtung für den Einsatz im Beton-, Eisenbahn- und Straßenbau beliebig miteinander gemischt werden. Rund 45 Prozent der Produktion des Steinbruchs Roßdorf werden als Material für den Straßenunterbau, ca. 40 Prozent als Edelsplitte und 15 Prozent als Bahnschotter verwendet.

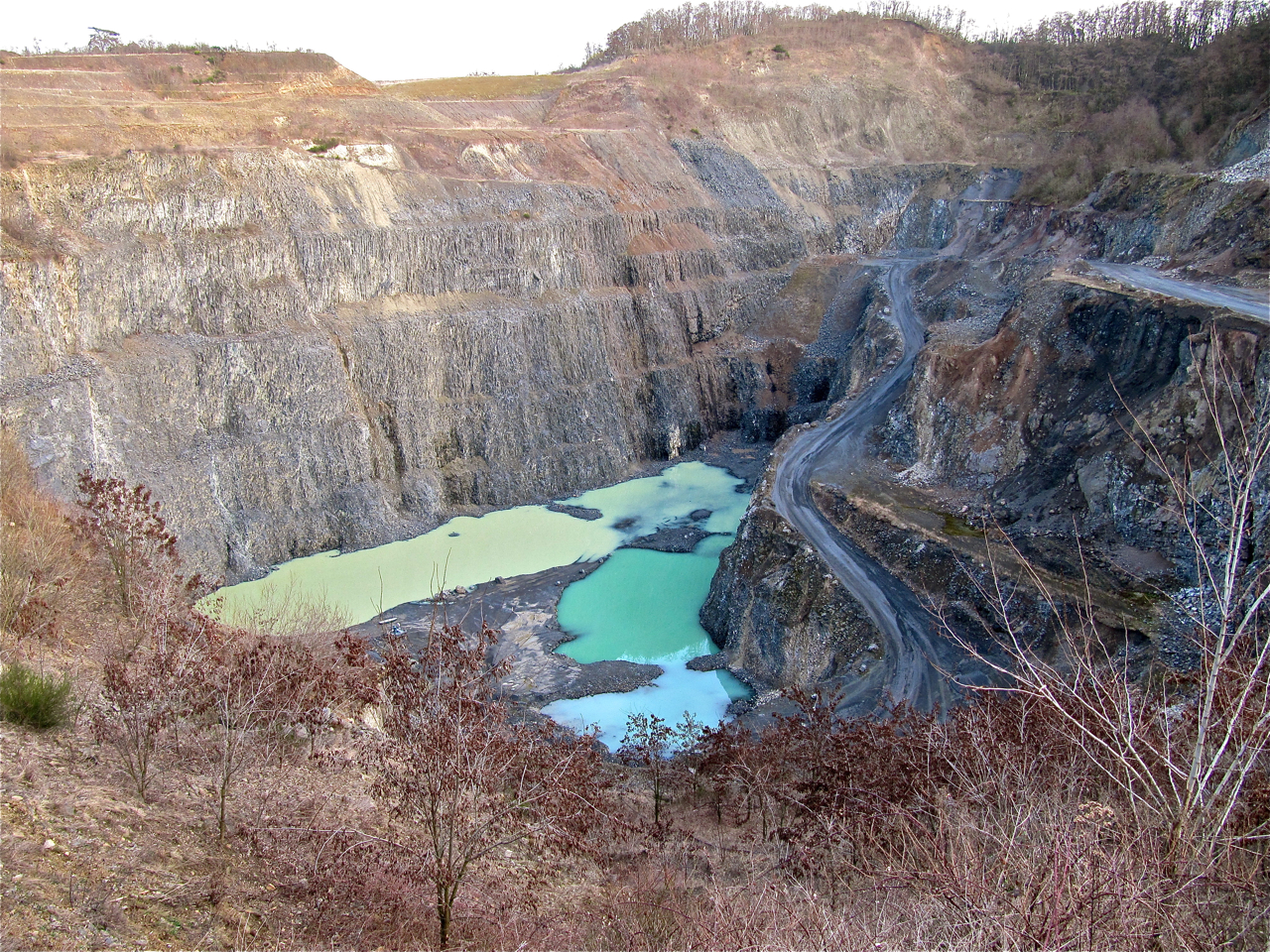
Blick in den Roßberg (2010)
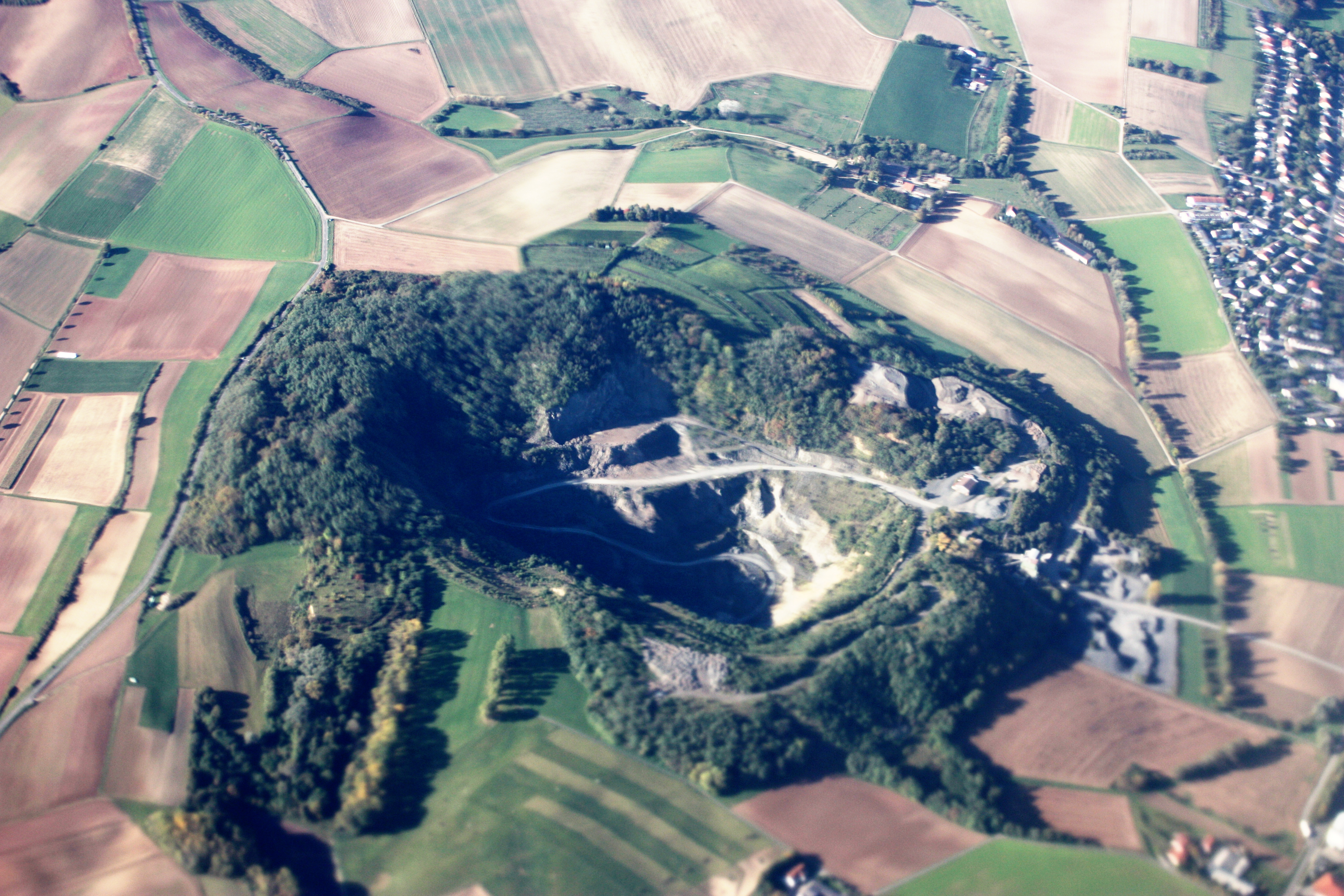
Luftaufnahme (2010)
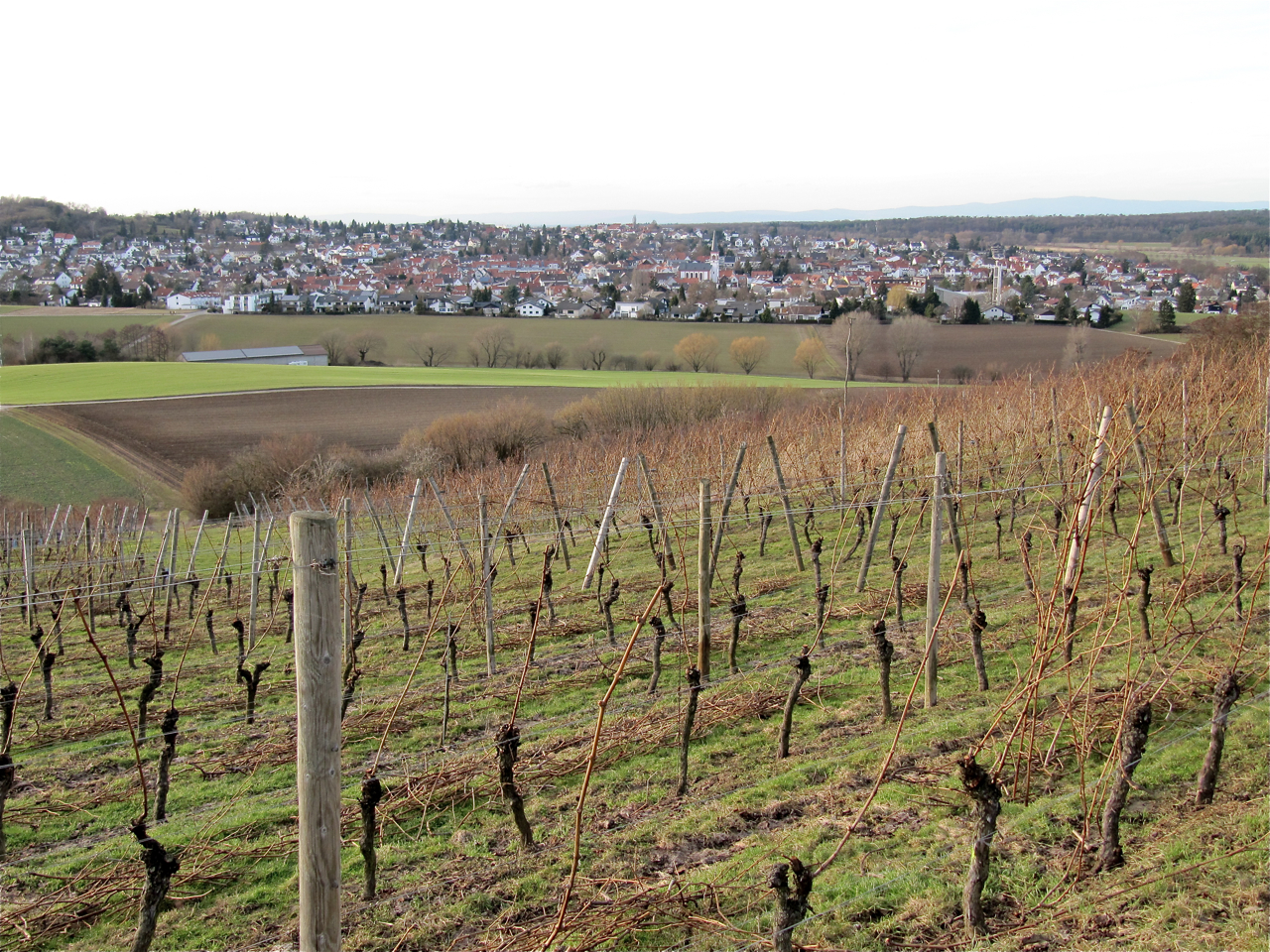
Blick auf Roßdorf vom Roßberg (2010)
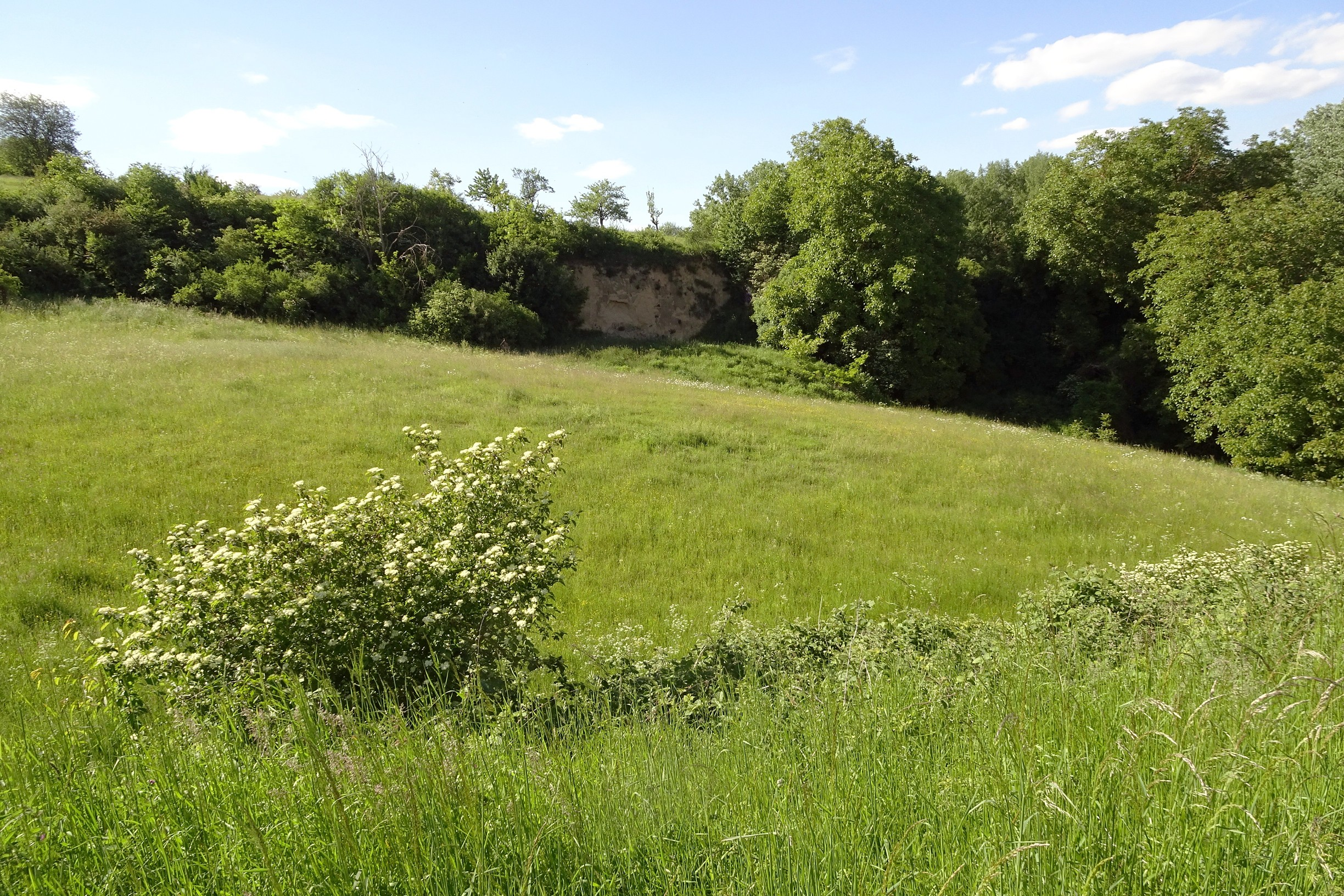
Magerwiese und Lössabstich am Osthang des Roßbergs, FFH-Gebiet (2020)

## Etymologie
Wilhelm Arnold erklärt die Herkunft der Silbe ross in etlichen Orts- und Geländebezeichnungen, wie dem Roßberg, durch den Reichtum an Pferden, die im Mittelalter halbwild auf den ausgedehnten Triften umher liefen und leitete sie von dem alamannischen Wort Ross oder rhos für Pferd bzw. Kopf nach der Form ab. Dabei handelt es sich um ein östliches Wanderwort, dass in mittelhochdeutscher Zeit von Pferd verdrängt wird und heute im Allgemeinen als Ausdruck gehobener Sprache in wertvolles, edles Pferd bezeichnet. In nördlichen Regionen sind Begriffe für das Pferd im Althochdeutschen als parafred, pherfrit und pherit spätestens ab dem 9. Jahrhundert, im Mittelhochdeutschen als phert, im Altsächsischen als pereth und im Mittelniederländischen als pert bekannt.
Der Alemannischen Sprachraum reicht nach Norden bis Heilbronn, Schwäbisch Hall und Crailsheim. Viele Fluss-, Berg- oder auch Ortsnamen haben keltischen Ursprung. In dem ehemaligen Kernsiedlungsgebiet (von den Alpen, über Elsass, Taunus bis zum Spessart) der Kelten fällt auf, dass es auch in den Allgäuer Alpen, Bayerischen Alpen, Taunus, Spessart, in Österreich und im benachbarten Elsass weitere Berggipfel mit den Namen Roßberg und Roßkopf, bzw. Roßdorf als Ortsnamen, gibt. Heinrich Tischner belegte den Ursprung über die Herleitung aus dem Altirischen und dem Bretonischen, wonach Ross die Bezeichnungen für Vorgebirge oder Hügel sind. Das altirische Ross findet die Ableitung von dem Indogermanischen Begriff prostom, die sich auch im Hebräischen rôŝ und Arabischen râs für Kopf und Gipfel, findet. Von dem Berg hat Roßdorf schließlich seinen Namen bekommen: das Dorf am Ross. In der kaum mobilen Bevölkerung brauchte es keine große Differenzierungen der Orts- und Bergbezeichnungen, der markante Vulkankegel reichte den Menschen zur Beschreibung aus. Erst nach Ab- und Zuwanderung vergaß man die ursprüngliche Bedeutung des Namens Ross und hängte quasi einen weiteren Berg an. Im Gegensatz zu Arnold sah Tischner keinen Reichtum an Pferden, zumal für Roßdorf keine herrschaftlichen (ritterlichen) Anwesen belegt sind und etwaige Pferdeweiden sicherlich nicht in deutlicher Entfernung zum Ortskern befunden hätten.